# Светла Бъчварова
Светла Бъчварова е български политик от БСП.

## Биография

### Образование и кариера на мениджър
Проф. д-р Светла Бъчварова–Пиралкова е родена на 28 септември 1958 година. Завършва е две висши образования: аграрна икономика и икономическа журналистика в УНСС – София.
В периода 1981 до 1995 г. е научен сътрудник в Института по икономика и организация на селското стопанство към Селскостопанската академия. От 1994 до 2005 г. е управител на Системата за агропазарна информация (САПИ ООД).
Междувременно в периода 2002 – 2003 е директор на Института по аграрна икономика към Селскостопанската академия. От 2003 до 2005 е Изпълнителен директор на Националния център за аграрни науки.
Има над 140 научни публикации в това число 5 книги и 6 монографии в областта на аграрната икономика, поземлените отношения, продоволствения маркетинг.

### Политическа кариера
Бъчварова е заместник-министър на земеделието в правителството на Сергей Станишев от 2005 до 2009 г.
Близо шест години от 2005 до 2011 година е председател на Селскостопанската академия. „Доктор хонорис кауза“ на Селскостопанска академия. Член на Управителния съвет на Съюза на учените в България. Член кореспондент на Руска академия на аграрните науки, а също така и на Румънската селкостопанска академия. След това става зам.-управител на „Интер Консулт Плюс" ЕООД. През 2012 година започва да преподава в Нов български университет.
На предсрочните парламентарни избори през май 2013 е избрана за народен представител от Коалиция за България. В XLII НС бе председател на Комисията по земеделие и храни. В 43-тото и 44-тото е зам. председател на Комисията. В XLIV НС е народен представител и участва в Комисията по бюджет и финанси.